# Wilmer Iglesias
Wilmer Iglesias es un político venezolano, quien fue diputado a la Asamblea Nacional por el partido Patria Para Todos.
Apoyó junto al chavismo en 2010 una ley para prohibir videojuegos considerados violentos.